# Грей, Винсент
Винсент Кондол Грей (англ. Vincent Condol Gray; род. 8 ноября 1942) — американский политик, мэр округа Колумбия (2011—2015).

## Биография
Грей родился 8 ноября 1942 года в Вашингтоне. В 1964 году окончил Университет Джорджа Вашингтона. В 1991 году мэр Шерон Прэтт Келли назначила Грея директором Департамента социальных служб. В декабре 1994 года Грей основал Covenant House Washington. В 2004 году он выиграл выборы и 2 января 2005 года стал членом Совета округа Колумбия. С 2007 года был председателем совета. Победив на выборах 2010 года, Грей вступил в должность мэра округа Колумбия 2 января 2011 года. В 2014 году ему не удалось переизбраться, и он покинул свой пост 2 января 2015 года. В 2017 году снова вошёл в Совет округа Колумбия.

## Личная жизнь
Первая жена Грея, Лоретта, умерла в июле 1998 года. У них родилось двое детей: Джонис Грей Такер и Винсент Карлос Грей. В 2018 году Грей объявил о браке с Доун Кум.